# Marcelo Urzúa
 Cristian Marcelo Urzúa Gac (Chile, 9 de septiembre de 1962) es un exfutbolista chileno. Jugaba como mediocampista ofensivo.

## Trayectoria
En su país natal jugó en la Primera División para Magallanes (1982), Colo-Colo (1983), Universidad de Chile (1983), Palestino (1984-1985) y Rangers (1986), antes de trasladarse al extranjero.
Como jugador de Colo-Colo, jugó un partido por la Copa Libertadores 1983 ante Cobreloa el 23 de marzo, y participó en un partido por la Copa Polla Gol 1983.Para el segundo semestre, fue transferido al archirrival Universidad de Chile,siendo el 7° jugador en pasar directamente al archirrival, luego de Alfonso Domínguez, Javier Mascaró, José Santos Arias, entre otros.
En 1987, partió a Europa gracias al exjugador argentino de Palestino, José Rubulotta, que también ayudó a otros jugadores chilenos a ser firmado en Bélgica como Juan Verdugo, Eloy Vidal y Juvenal Olmos. Jugó para el SC Eendracht Aalst (1987-1988) en Bélgica y el Diagoras (1988-1989) de Grecia.
Luego de un nuevo paso por Chile defendiendo a Naval (1989-1990), regresó a Europa para jugar por el Concordia Hamburg (1990-1991) alemán.

## Clubes
| Club                 | País     | Año       |
| -------------------- | -------- | --------- |
| Magallanes           | Chile    | 1982      |
| Colo-Colo            | Chile    | 1983      |
| Universidad de Chile | Chile    | 1983      |
| Palestino            | Chile    | 1984-1985 |
| Rangers              | Chile    | 1986      |
| SC Eendracht Aalst   | Bélgica  | 1987-1988 |
| Diagoras             | Grecia   | 1988-1989 |
| Naval                | Chile    | 1989-1990 |
| Concordia Hamburg    | Alemania | 1990-1991 |